# Stomp kweldergras
Stomp kweldergras (Puccinellia distans subsp. distans) is een zodevormende, vaste plant die behoort tot de grassenfamilie (Poaceae). De soort staat op de Nederlandse Rode lijst van planten als algemeen voorkomend en stabiel of iets toegenomen. De plant komt van nature voor in Europa, Noordwest-Afrika en West-Azië. Van daaruit is de plant verder verspreid naar Noord-Amerika en Nieuw-Zeeland. Het aantal chromosomen is 2n = 28 of 42.
De plant wordt 15 - 60 cm hoog en vormt geen bovengrondse uitlopers. De geknikt opstijgende stengels zijn geribd. De vlakke, niet vlezige, 2 - 10 cm lange en 1,5 tot 4 mm brede bladeren zijn grijsgroen, terwijl die van bleek kweldergras geelachtig groen en vaak samengevouwen zijn. De bovenzijde van het blad is ruw en bezet met korte papillen. De bladschede omsluit de stengel niet. Het tongetje (ligula) is 1,4 - 1,8 mm lang.

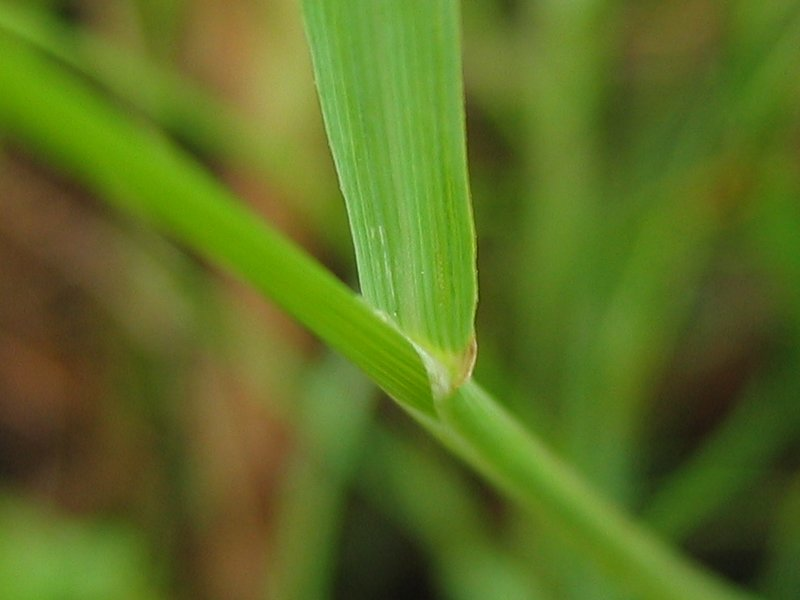
Tongetje

De plant bloeit van juni tot in de herfst met 3 - 18 cm lange losbloemige pluimen, waarvan de ruwe zijtakken na de bloei rechtafstaand of meestal sterk teruggeslagen zijn. De onderste zijtakken zitten met 4 -5 takken bij elkaar. De bloeistengel is glad. De 4 - 5 mm lange, blauwachtig tot violet aangelopen aartjes zijn zeer kort gesteeld en bevatten 4 of 5 bloemen. De stompe kelkkafjes hebben een vliezige rand en zijn niet even lang. Het onderste, eennervige kelkkafje is 1 - 1,6 mm lang en het bovenste, drienervige kelkkafje is 2 mm lang. De onderste kroonkafjes van de onderste bloemen zijn breed vliezig gerand en hebben en vliezige top. De nerven van deze kroonkafjes lopen niet door tot aan de top. De top van de onderste kroonkafjes is breed afgerond tot afgeknot, terwijl die van bleek kweldergras tamelijk spits is. De bovenste, 2,3 mm lange kroonkafjes hebben een spitse top en zijn aan de rand en de basis behaard. De bleekgele helmknoppen zijn 0,6 - 1,0 mm lang.
De vrucht is een ronde, 1,5 mm lange graanvrucht.
Stomp kweldergras komt voor op zilte grond en langs asfaltwegen op verdichte bodem.

## Plantengemeenschap
Stomp kweldergras is de naamgevende kensoort voor het verbond van stomp kweldergras (Puccinellio-Spergularion salinae), een groep van plantengemeenschappen van zilte tot brakke bodems met sterk schommelende omstandigheden.

## Namen in andere talen
- Duits: Salzschwaden
- Engels: Reflexed Saltmarsh-grass, Northern Saltmarsh-grass, Weeping alkaligrass
- Frans: Glycérie à épillets espacés, Atropis distant, Atropis pâle